# Naturpark Wendland.Elbe
Naturpark Wendland.Elbe, indtil oktober 2024 kaldet Naturpark Elbufer-Drawehn, er en naturpark øst for Lüneburg i den tyske delstat Niedersachsen.

## Geografi
Naturparken ligger hovedsageligt i Landkreis Lüchow-Dannenberg og dækker efter udvidelsen i 2006, hovedparten af dennes landområde. Den har et areal på omkring 1.160 km² og hører til det tyndest befolkede område i Tyskland. Naturparken omfatter forskellige geografiske områder hvilket har medført dobbeltnavneet.
- Højderyggen Drawehn i den vestlige del af Lüchow-Dannenberg
- Elbens bredder (German: Elbufer) i den nordlige del af Lüchow-Dannenberg og dele af Landkreis Lüneburg

Begge landskaber er dannet i istiden. Drawehn er en randmoræne fra Saale-istiden. Elbdalen er dannet af smeltevand i den sidste istid, Weichsel-istiden.

## Historie
Naturpark Elbhöhen-Wendland blev grundlagt i 1968. En del ligger i Biosphärenreservat Niedersächsische Elbtalaue som er en del af Flusslandschaft Elbe, der blev oprettet som biosfærereservat af UNESCO i 1997. I juni 2006 blev arealet næsten fordoblet til 115.994 ha.